# Camptosema scarlatinum
Camptosema scarlatinum är en ärtväxtart som först beskrevs av George Bentham, och fick sitt nu gällande namn av Arturo Erhardo Erardo Burkart. Camptosema scarlatinum ingår i släktet Camptosema och familjen ärtväxter.

## Underarter
Arten delas in i följande underarter:
- C. s. pohlianum
- C. s. pubescens
- C. s. scarlatinum

## Bildgalleri

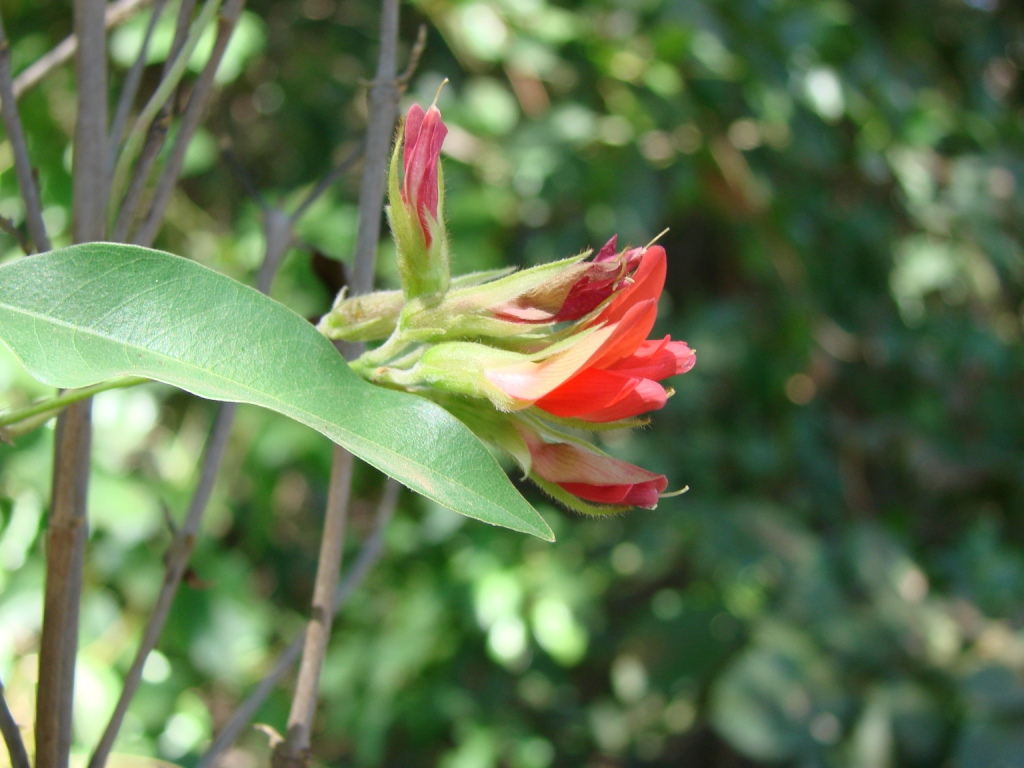
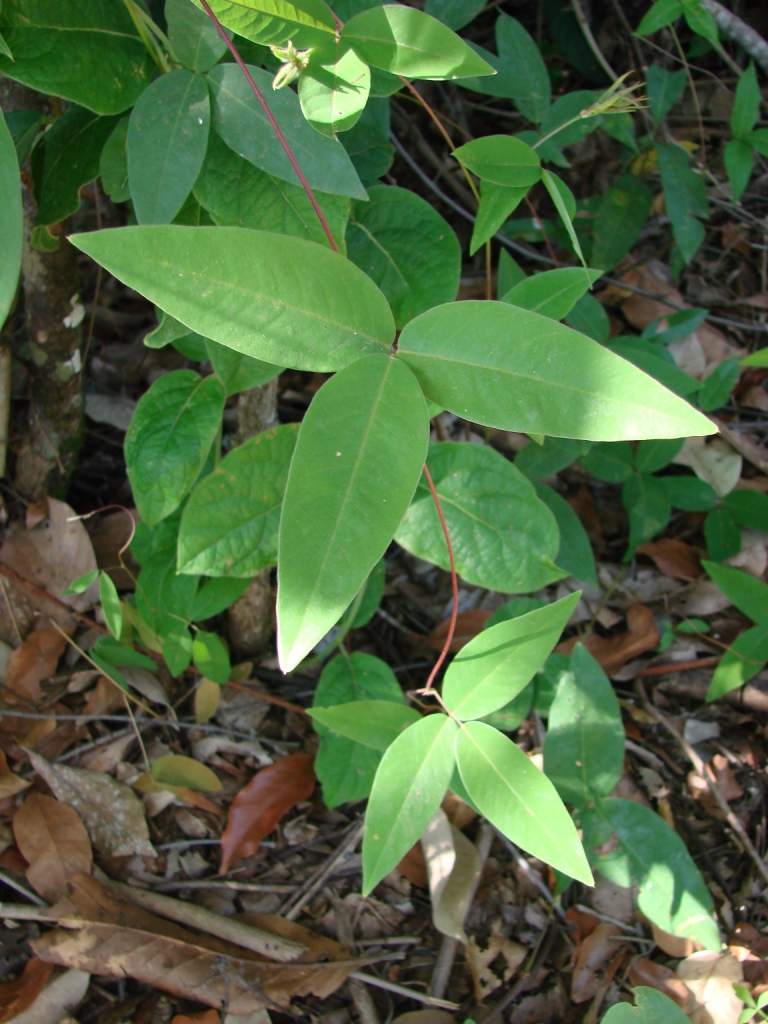
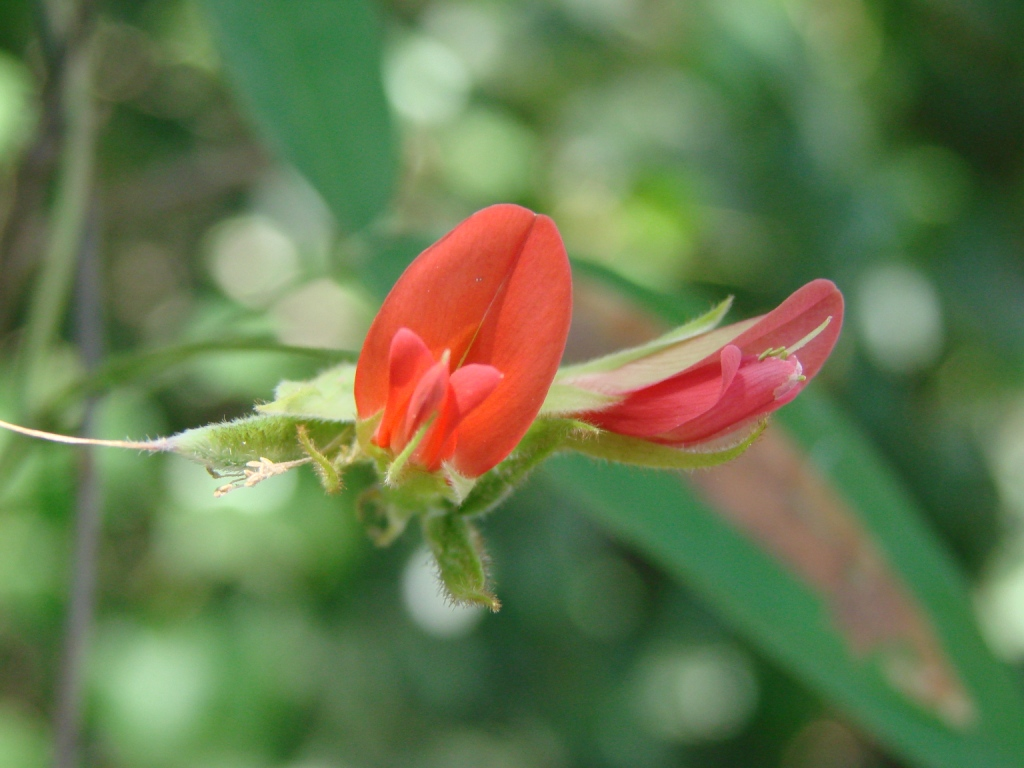
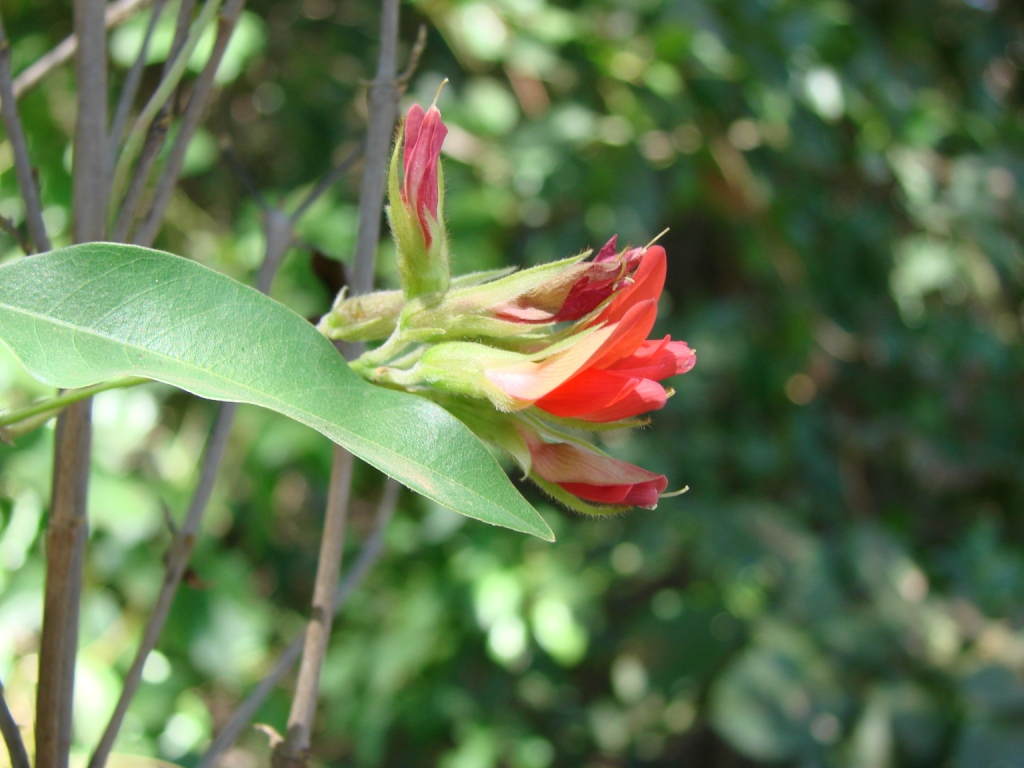